# William Randal Cremer
Sir William Randal Cremer (Fareham, 18 marzo 1828 – Londra, 22 luglio 1908) è stato un politico britannico, membro del parlamento inglese.
Nel 1903 gli fu conferito il Premio Nobel per la pace.